# Yūhei Tokunaga
Yūhei Tokunaga (徳永 悠平 Tokunaga Yūhei?,  nacido el 25 de septiembre de 1983 en Kunimi (actualmente Unzen), Nagasaki) es un futbolista japonés que se desempeñaba como defensa.
Tokunaga fue elegido para integrar la selección nacional de Japón para los Juegos Olímpicos de Verano de 2004 y 2012. Tokunaga jugó 9 veces para la selección de fútbol de Japón entre 2009 y 2013.

## Trayectoria

### Clubes
| Club             | País  | Año         |
| ---------------- | ----- | ----------- |
| FC Tokyo         | Japón | 2003 - 2004 |
| FC Tokyo         | Japón | 2006 - 2017 |
| V-Varen Nagasaki | Japón | 2018 -      |

### Selección nacional
| Selección | País  | Año         |
| --------- | ----- | ----------- |
| Absoluta  | Japón | 2009 - 2013 |

## Estadística de equipo nacional
| Selección de Japón | Selección de Japón | Selección de Japón |
| Año                | Part.              | Goles              |
| ------------------ | ------------------ | ------------------ |
| 2009               | 5                  | 0                  |
| 2010               | 2                  | 0                  |
| 2011               | 0                  | 0                  |
| 2012               | 0                  | 0                  |
| 2013               | 2                  | 0                  |
| Total              | 9                  | 0                  |

## Palmarés

### Títulos nacionales
| Título             | Club     | País  | Año  |
| ------------------ | -------- | ----- | ---- |
| Copa J. League     | FC Tokyo | Japón | 2004 |
| Copa J. League     | FC Tokyo | Japón | 2009 |
| Copa del Emperador | FC Tokyo | Japón | 2011 |